# Granges-le-Bourg
Granges-le-Bourg é uma comuna francesa na região administrativa da Borgonha-Franco-Condado, no departamento do Alto Sona. Estende-se por uma área de 10.35 km². Em 2010 a comuna tinha 393 habitantes (densidade: 38 hab./km²).